# 岐阜羽島駅
岐阜羽島駅（ぎふはしまえき）は、岐阜県羽島市福寿町平方にある、東海旅客鉄道（JR東海）東海道新幹線の駅である。
接続駅として、1982年（昭和57年）12月11日に名鉄羽島線の新羽島駅が隣接する形で開業した。

## 概要
岐阜県内にある唯一の新幹線停車駅である。
両隣の駅は所在地がそれぞれ愛知県と滋賀県であり、隣接する両隣の駅所在県が異なる。なお、岐阜羽島駅から新大阪駅間は各府県に一駅毎の設置となるため、この区間では駅毎に所在府県が変わる。
駅前には、地元の大物政治家・大野伴睦夫妻の銅像が立ち、政治駅の代名詞として有名であるが、実際は当初から県内への駅設置が予定されていた（後述）。
2023年（令和5年）現在はほぼ全時間帯で「ひかり」と「こだま」が毎時1本ずつ停車するダイヤとなっている。1964年（昭和39年）の開業時は新幹線単独駅であったが、1982年（昭和57年）に名鉄羽島線の新羽島駅が隣接部に開業し乗換が可能になった（18年経っていた）。羽島線はルート選定で揉めた岐阜市と当駅を結ぶアクセス路線として造られた。
名古屋駅 - 米原駅間は在来線の東海道本線とは別線区間となっており、この区間の選択乗車において当駅の乗車券の取扱いは東海道本線岐阜駅を準用している。したがって、名古屋以東または米原以西発着の乗車券であれば当駅発着のものであっても岐阜駅を利用でき、逆に岐阜駅発着のものであっても当駅を利用できる。また名古屋以東と米原以西の相互間、もしくは名古屋以東または米原以西と高山本線の長森以北の相互間の乗車券を用いて当駅で途中下車（または特別下車）し、岐阜駅から再入場して同じ方向もしくは高山本線方面へ旅行を継続することもできる（逆に岐阜駅で途中下車〈または特別下車〉し、当駅で再入場することもできる）。
交通系ICカード全国相互利用サービスは、IC定期券で乗車することができ、新幹線IC定期券も発行している。この他、エクスプレス予約（EX-IC/スマートEX）の取扱いもあり、ネット予約のオンラインチケットで東京 - 鹿児島中央間の全線を使用することができる。
岐阜羽島駅の事務管コードは、▲530145となっている。

## 歴史

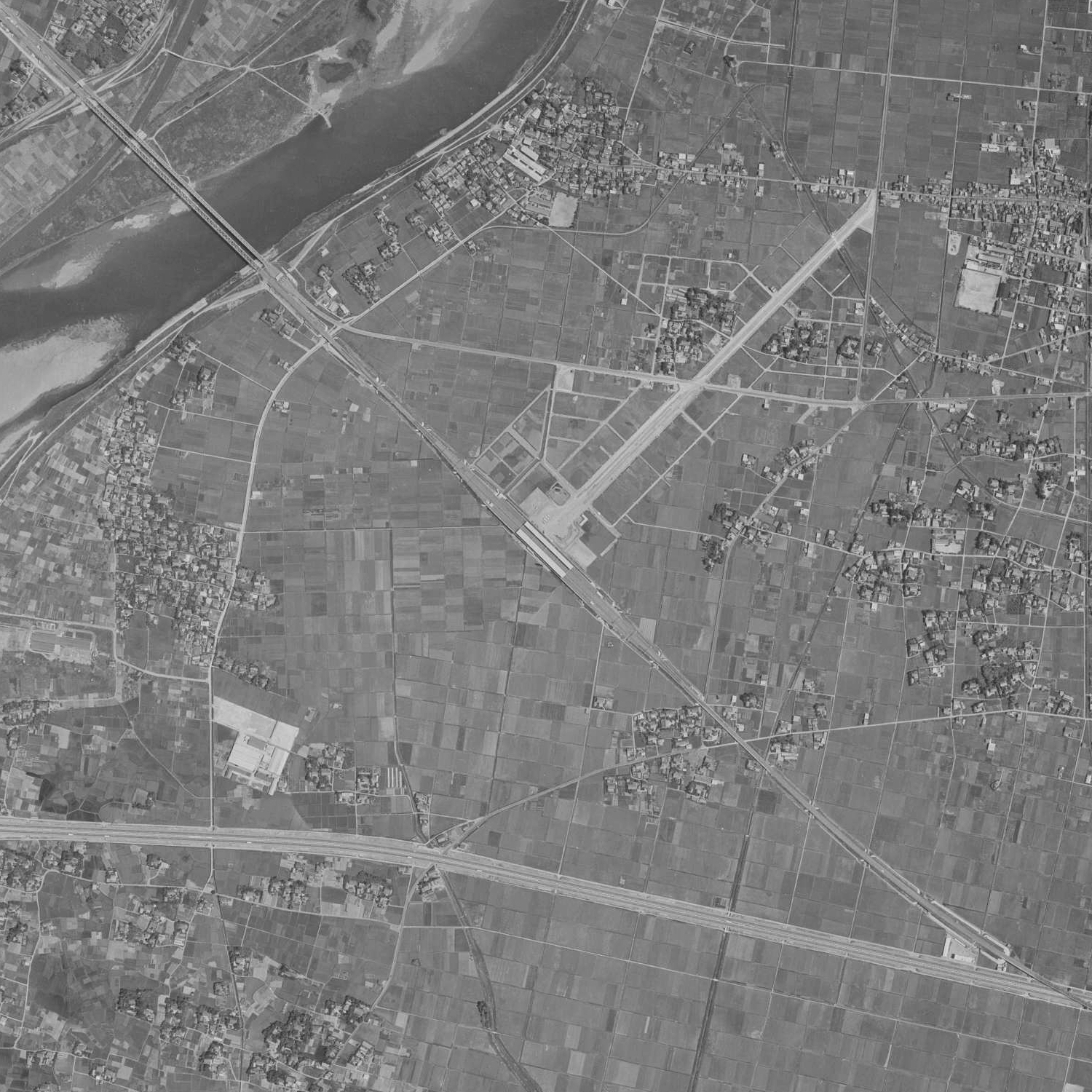
駅周辺の白黒空中写真（1965年6月）。下は名神高速道路。

### 駅設置の経緯
東海道新幹線の建設時、名古屋以西のルートは旧東海道を通るルートが有力であったが、鈴鹿山脈を越えるためにはかなりの難工事が予想され当時の技術的障害や建設費用面の問題、北陸方面への連絡、さらには1958年（昭和33年）の国鉄幹線調査会で定められた「概ね5年」という工期上の事情もあり、在来線である東海道本線同様に中山道ルート（関ヶ原経由）と決められた。
なお、世界銀行からの融資条件である『1964年東京オリンピック開催までに開業する』という工期の制約があったという説があるが、「名古屋 - 京都間を直線で結べば標高1,000メートル級の鈴鹿山脈越えとなるので、（中略）工期的に非常な難点のあることが明らかになった。一方関ケ原附近も地質的には鈴鹿越えと大差はないが、ずい道が比較的短くすむこと及び北陸との連絡に至便なことから、結局ここが最終案として本決まりになった。こうして全線の基本ルートが定められ、33年8月幹線調査事務所の発注によって航空写真測量が開始されたのである。」とするように、関ヶ原経由が決定したのは、東京オリンピック開催が決定された1959年（昭和34年）よりも前である。国鉄副総裁（当時）磯崎叡も、1964年（昭和39年）6月2日の衆議院予算委員会において、同様に1958年（昭和33年）に現在のルートを採択した旨の答弁を行っている。
国鉄は1958年（昭和33年） - 1959年（昭和34年）に岐阜県内の駅設置の必要性を認識して計画を進めていたが、北に大きく迂回することになる県庁所在地の岐阜市を経由せず、名古屋から関ヶ原までを直線で結ぶ現在の路線に近いルートを予定していた。関ヶ原ルート決定後、設置予定駅の第一報では名古屋駅の次は米原駅とされていたが、3日後には羽島市への駅設置が報じられた。これに対して岐阜市や大垣市では駅を誘致する運動が展開された。
時の知事・松野幸泰が要請した大野伴睦と国鉄との交渉の際、国鉄は駅を作ることをあえて伏せ、「岐阜県内に一駅作るなら地元を説得しよう」と大野に言わせて顔を立て、羽島市内に駅を設置することにより、まるで妥協案が成立したかに見えるよう手配したという経緯がある。岐阜羽島駅設置が決定した際には、この経緯が「政治駅」であるとの批判が起きたとされる。しかし、大野は「新幹線は国家的問題で、岐阜県の都合だけで左右することはできない」と述べていたとされ、むしろ政治力で決定されていたならば、岐阜駅になっていたと指摘されている。
当時国鉄新幹線総局調査役として駅の選定にも関与した角本良平によると、名古屋と米原の間は長すぎるうえに関ケ原の降雪時に何かあると困るから「利用客の安全を考えると途中に駅を作らないといけない」と考えていたが、はじめから「岐阜に駅を作る」といえば揉めると分かっていたので黙っておき、岐阜県から「何とか一駅つくってくれ」という空気にさせて、そこで「悪いくじを引き受けてくれたのが大野」で、本来なら大野が非常に強く言えば、岐阜市に寄せざるをえなかったところを、納得させたと述べている。また、岐阜羽島駅の位置の選定については、最初から羽島に作ろうとしたのではなく、岐阜に3つの川が流れているところ、安全に安く通るルートを見つけることは容易ではなかったとして、河川等の条件から決まったと述べている。
なお、国鉄職員だった須田寬によると、関ヶ原ルートに決定されたとき豪雪地帯を通るため、除雪車の待機基地を設置できる駅の候補地として、羽島が選定されたと述べている。また大垣市は、市街地に近く、除雪車が待機するだけの駅用地が確保できず、羽島に選定されたことで、立ち退きが少なくて済んだと述べている。須田は大野の影響について「駅名に『岐阜』を付けてほしいとは言ったようですが、伴睦さんが羽島に駅を造らせたということは絶対にない」と述べている。

### 駅名の由来
角本良平によると、国鉄社内の会議における議論で、当時岡山県の国鉄自動車線に「羽島」があったためどうするかということが話題になり、新幹線総局総務局長（当時）の中畑三郎が「岐阜羽島にしてはどうか」と発言したところ、瞬時に決まった。また岐阜県を象徴する駅名にしたことで、大野伴睦の顔が立ったと述べている。
なお、旧国鉄や旧国鉄より路線を継承したJR各社では、頭に「新」や「旧国名」を付ける事で既存駅との駅名被りを回避する事例が多いものの、東海道新幹線では岐阜羽島駅のみ、この方法を採用してない。

### 開業後
1964年（昭和39年）10月1日に東海道新幹線の開業と共に岐阜羽島駅も開業した。駅は羽島市の中心部から離れ、当時は周辺は水田が広がっている以外は殆ど何もなかった。
1970年（昭和45年）8月に駅南口に岐阜羽島繊維団地が完成して92社が入居した。それにより駅南口一帯に問屋街が形成されたが、その後は空き店舗が多くなり、駅周辺の賑わいに欠けていた。
しかし、岐阜羽島駅の北西（駅北本郷地区）にて行われていた土地区画整理事業が2019年（令和元年）に完了し、住宅の増加や、駅北本郷地区の中央を通る岐阜県道・愛知県道18号大垣一宮線沿いを中心に商業施設が増加するなどしている。
また、駅周辺にはホテルやコインパーキングが多数設けられている。

### 年表
- 1964年（昭和39年）10月1日：東海道新幹線開業に伴い開業[2]。
- 1970年（昭和45年）3月15日：新幹線のホームが16両対応に延伸される[26]。
- 1978年（昭和53年）：0番線を設置。
- 1979年（昭和54年）4月20日：新幹線自由席特急券・乗車券券売機を設置（一万円札も使用可。券裏面に磁気コード付き）。
- 1980年（昭和55年）10月1日：「ひかり」の一部が停車。
- 1982年（昭和57年）12月11日：名鉄羽島線新羽島駅が開業、乗換駅となる[4]。
- 1984年（昭和59年）2月1日：荷物扱い廃止[2]。
- 1987年（昭和62年）4月1日：国鉄分割民営化により、JR東海の駅となる[2]。当初の管轄は東海鉄道事業本部。
- 1996年（平成8年）3月16日：これまで早朝・夜間に限られていた「ひかり」の停車が終日1時間ごとに拡大（名古屋以西各駅停車）。
- 1998年（平成10年）3月10日：自動改札機を導入[27][28]。
- 2005年（平成17年）：リニューアル工事実施。1階部分耐震補強、「JR全線きっぷうりば」等の配置変更。
- 2008年（平成20年）4月1日：管轄が新幹線鉄道事業本部へ変更。
- 2024年（令和6年）3月1日：サポートつき指定席券売機を導入[3]。

※ 近畿日本鉄道（近鉄）が大垣駅から当駅までの新線建設を発表した事がある。養老鉄道養老線（2007年（平成19年）9月まで近鉄が運営）の項目を参照のこと。

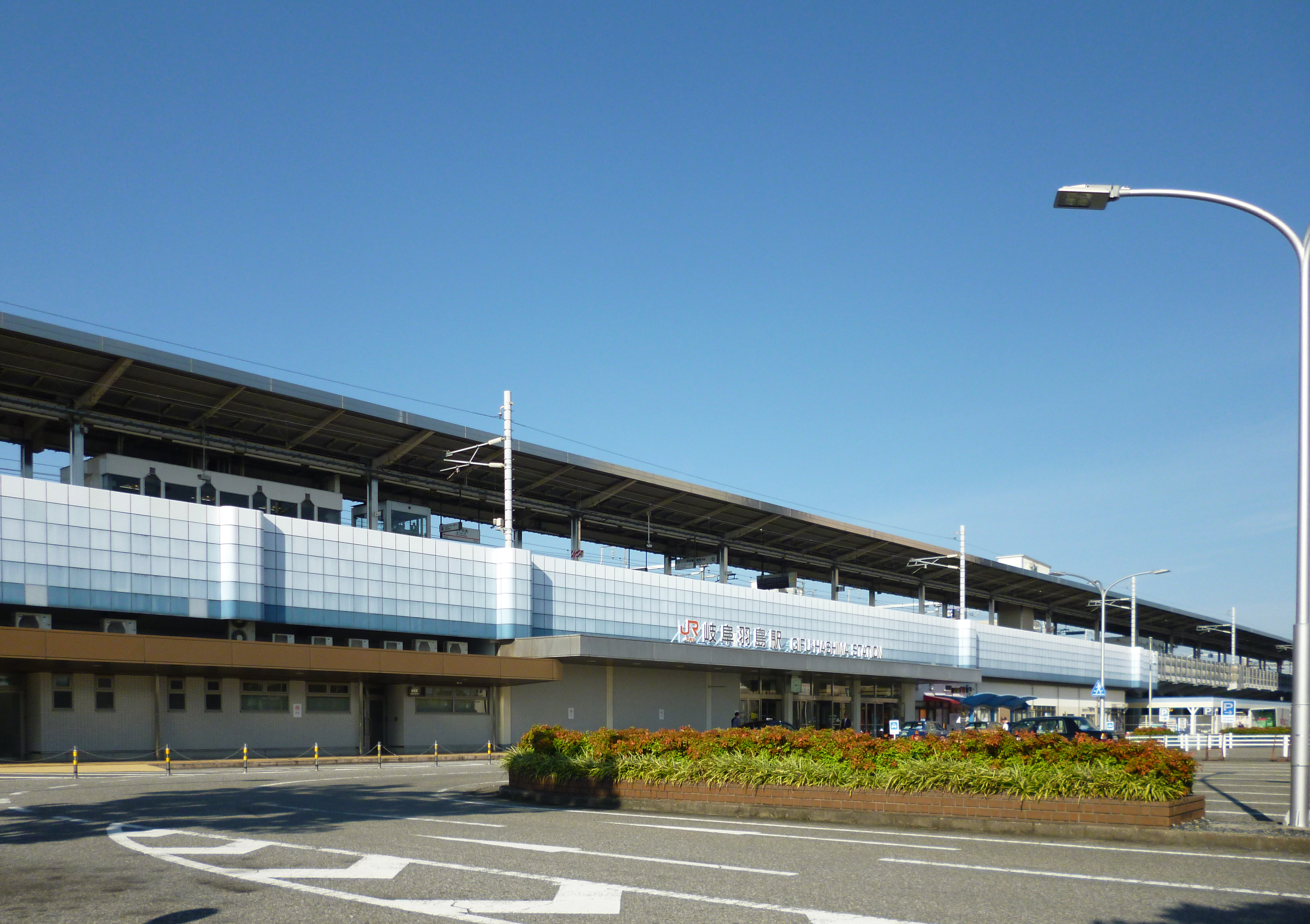
リニューアル前の北口 （2017年10月）
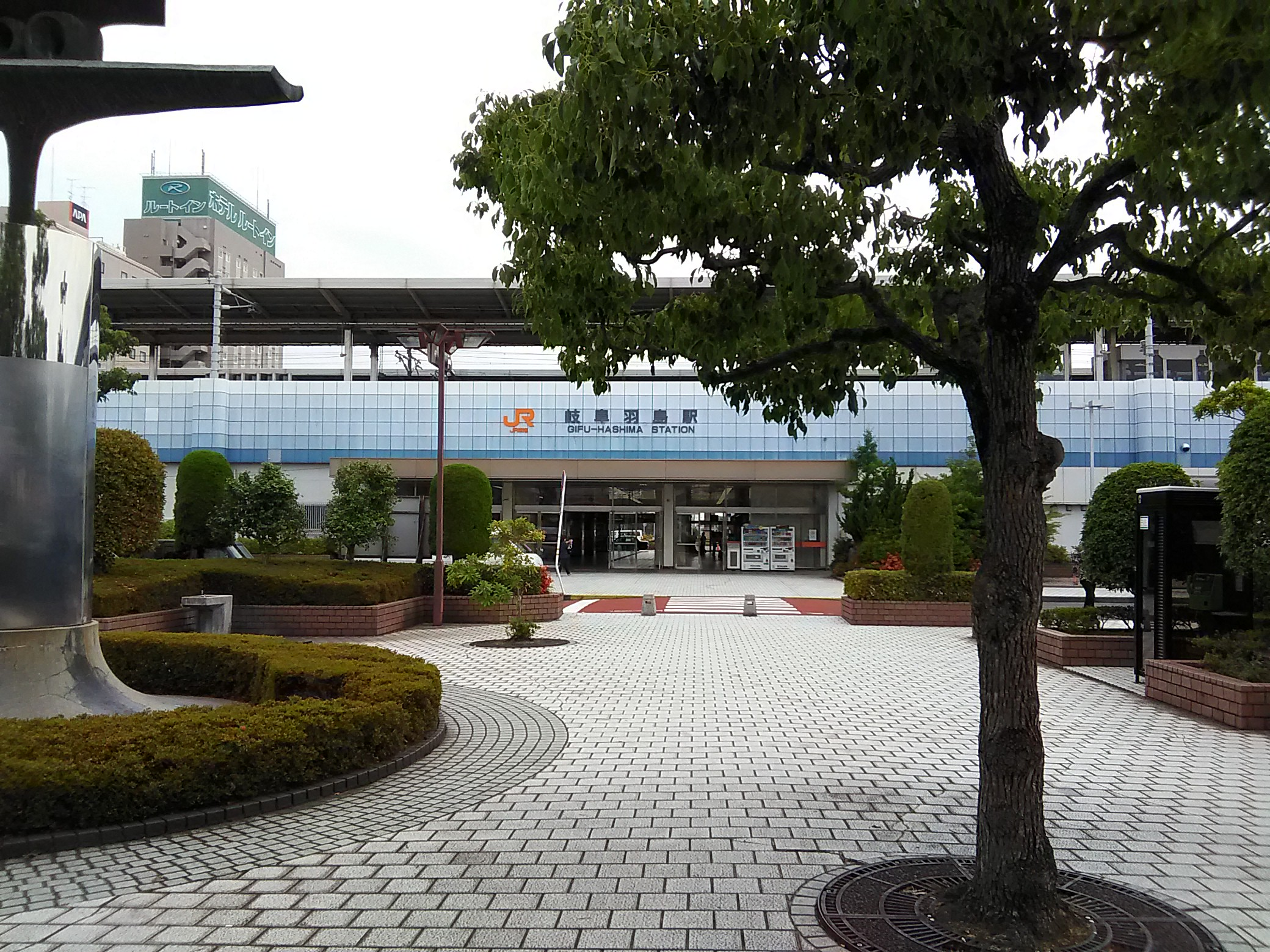
リニューアル前の南口 （2017年7月）

## 駅構造
島式ホーム2面4線を有する高架駅である。中央にホームに接していない本線（通過線）2線があり、副本線に乗り場が4線（0・1番線ホーム、2・3番線ホーム）ある。

### のりば
| 番線 | 路線         | 方向 | 行先       | 備考                        |
| ---- | ------------ | ---- | ---------- | --------------------------- |
| 0・1 | 東海道新幹線 | 上り | 東京方面   | 通常ダイヤでは1番線のみ使用 |
| 2・3 | 東海道新幹線 | 下り | 新大阪方面 | 通常ダイヤでは2番線のみ使用 |

（出典：JR東海:駅構内図）
0番線ホームでは2009年（平成21年）3月のダイヤ改正以降、翌朝名古屋始発となる車両が夜間留置されている。
本線2本に副本線が4本と東海道新幹線の中間駅としては最大規模となっている。これは大阪方面の関ケ原付近が冬季に豪雪となる事が多いことから、それに備えるため、豪雪で運行を見合わせた際に列車を多く留置出来るように設備されたものである。なお、冬季の豪雪対応として設置された緊急時用のホームである0番線と3番線は、冬季以外でも常時利用可能な状態で維持されており、度々緊急対応のために利用されている。これまでにも、大雨や停電で運転を見合わせた際に多くの車両を一時停車する際に利用していたり、2017年に発生したのぞみ34号重大インシデントの際は、数日間、本来は名古屋駅で可能なはずの緩急接続が不可能となる列車が発生したため、該当する列車同士を岐阜羽島駅へ同時に停車させて緩急接続を行っていた。
また、下り側ホームの東京方には保守車両用の留置線が設けられ、保守車両の留置が行われている。なお、この留置線は3番線側へのみ接続されているため、入出庫の際は一旦3番線への入線が必要となっている。

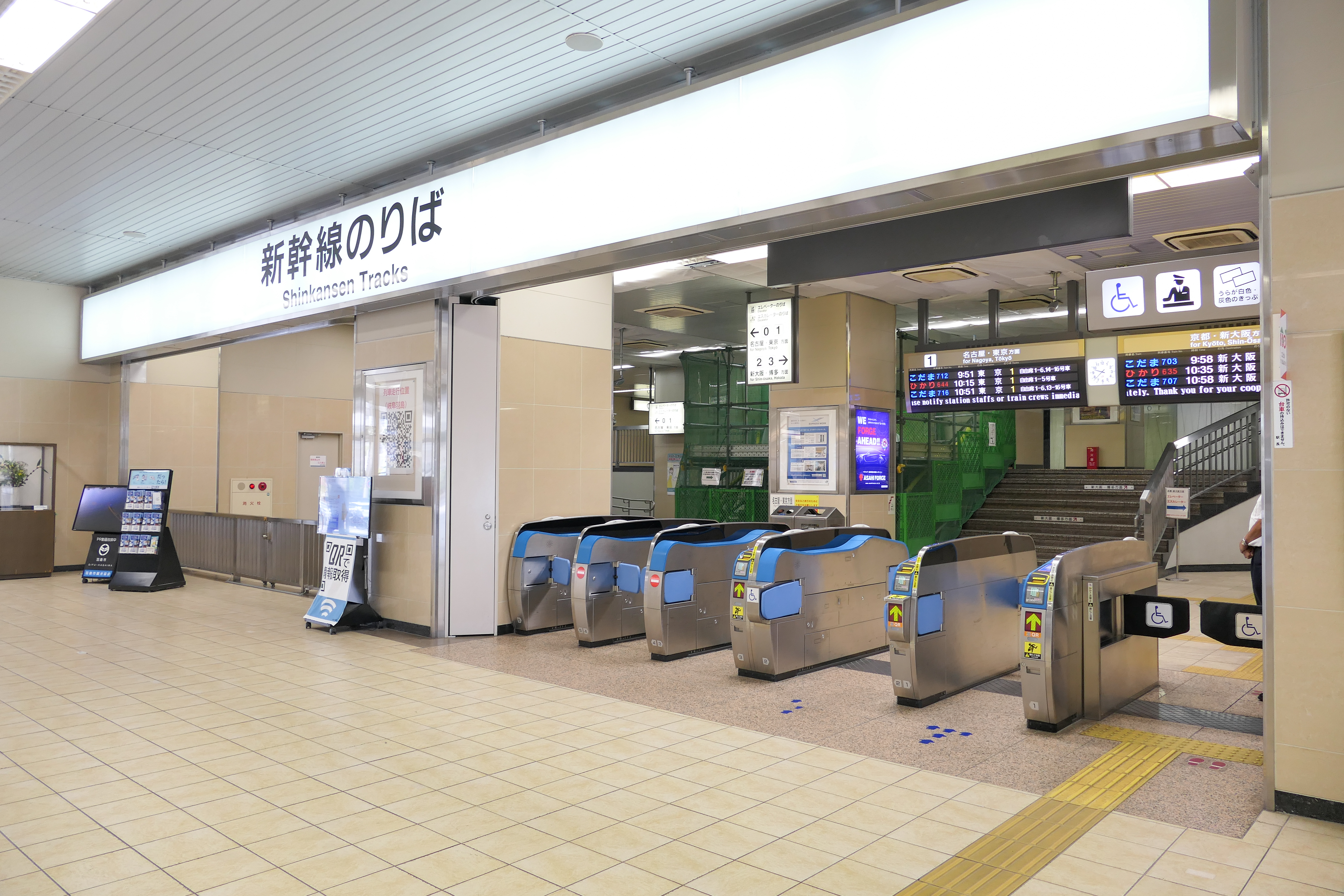
改札口（2023年9月）
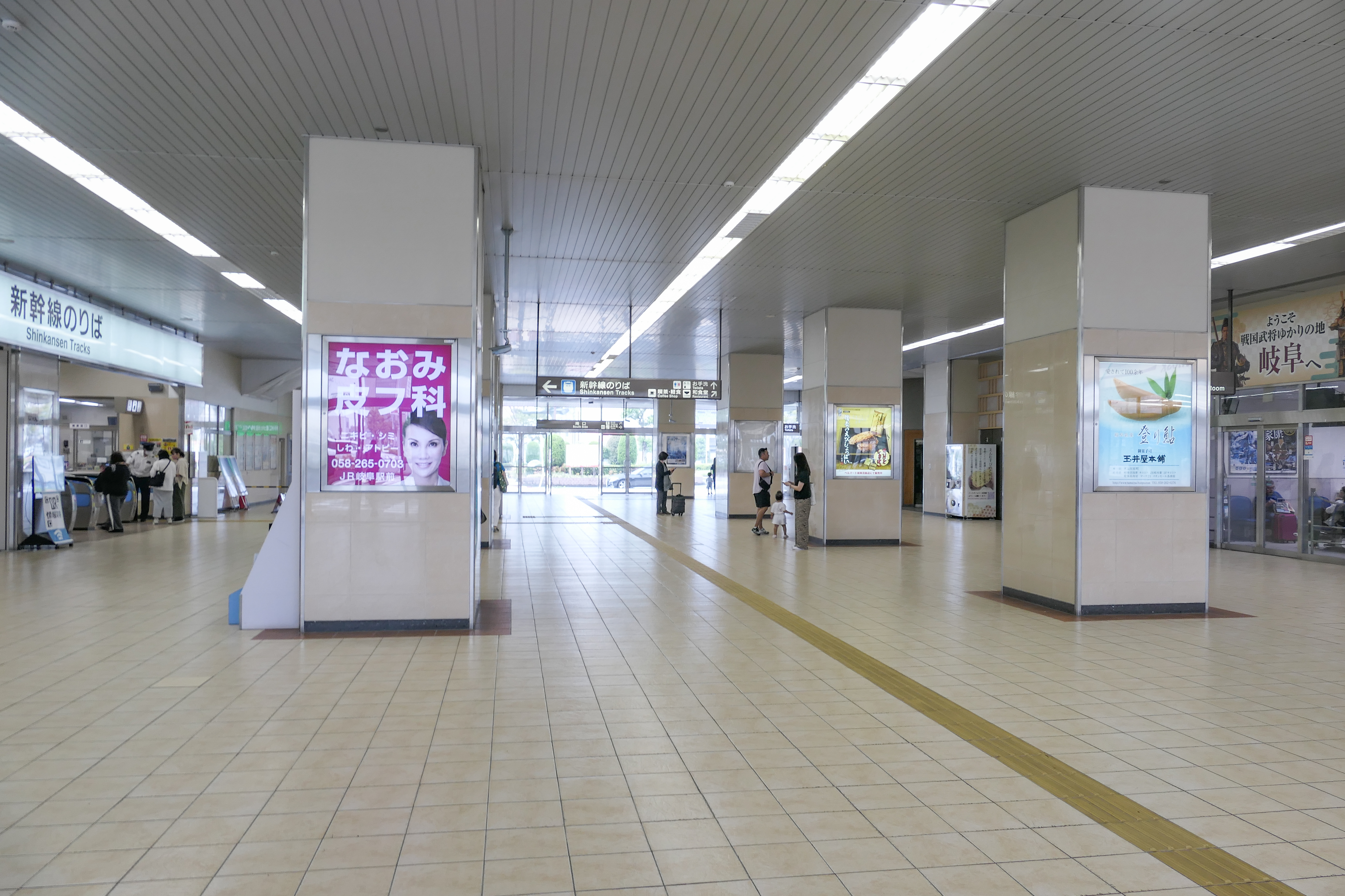
コンコース（2023年9月）
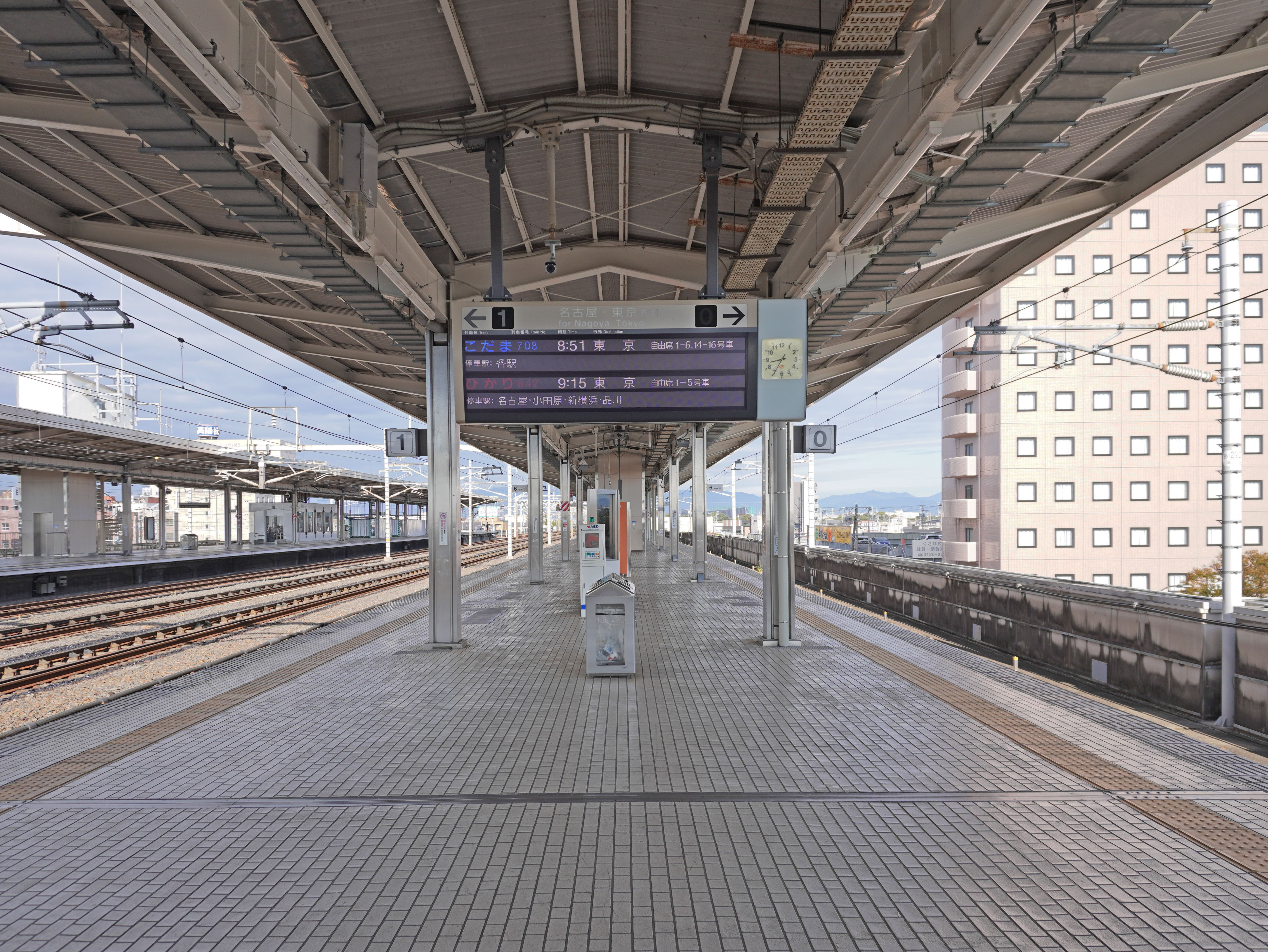
0・1番線ホーム（2022年11月）
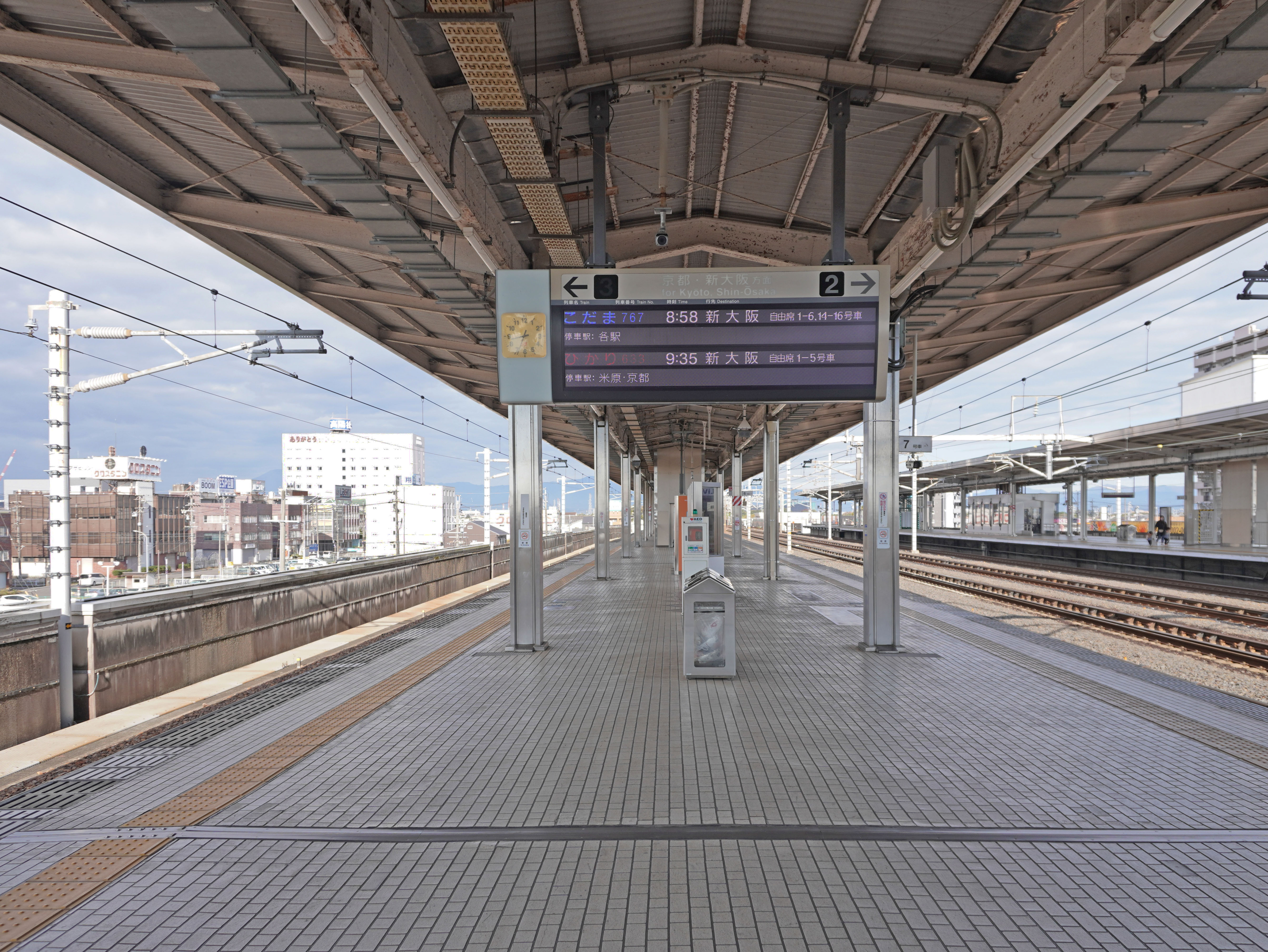
2・3番線ホーム（2022年11月）
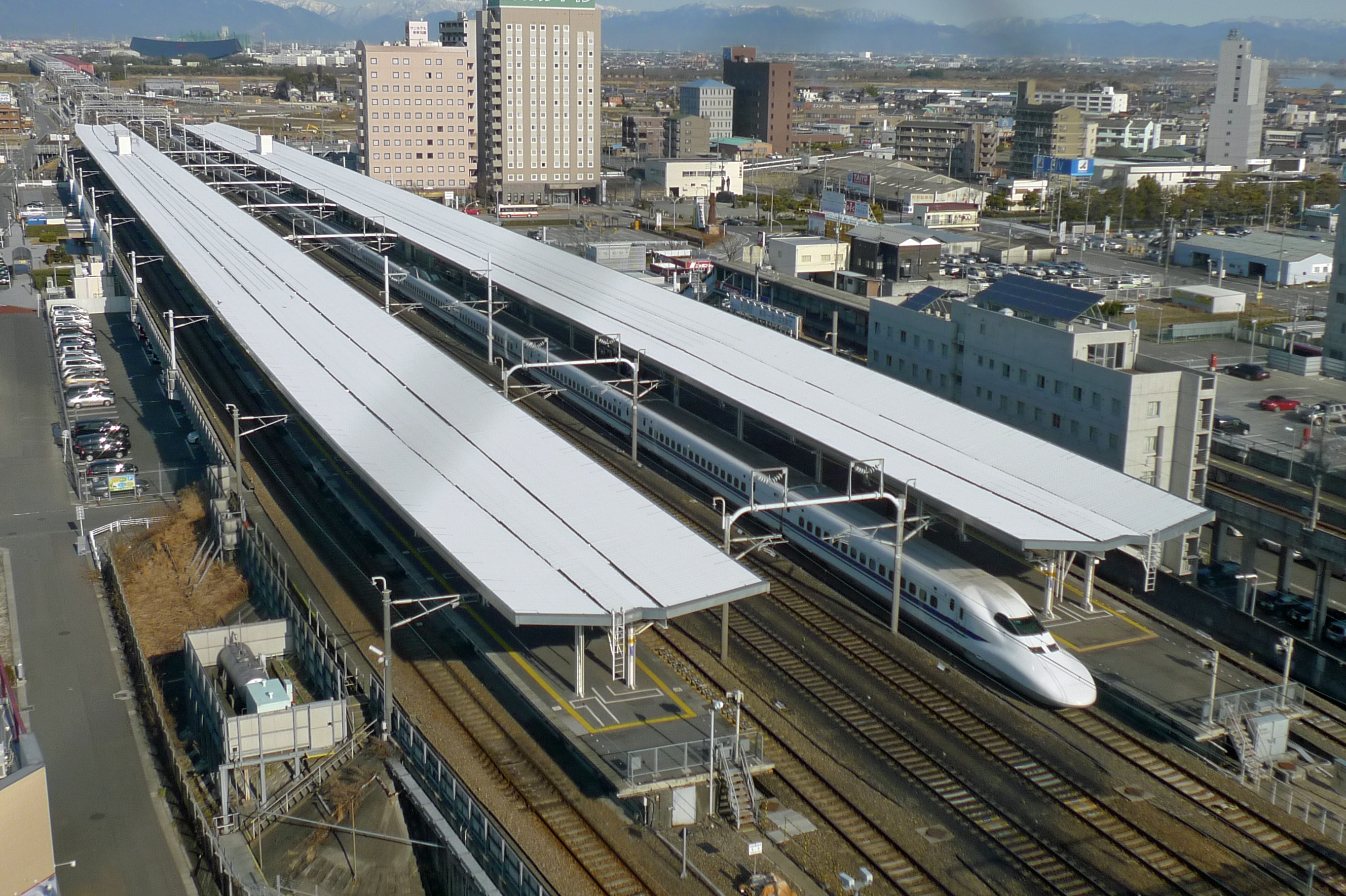
駅全景（2010年2月）
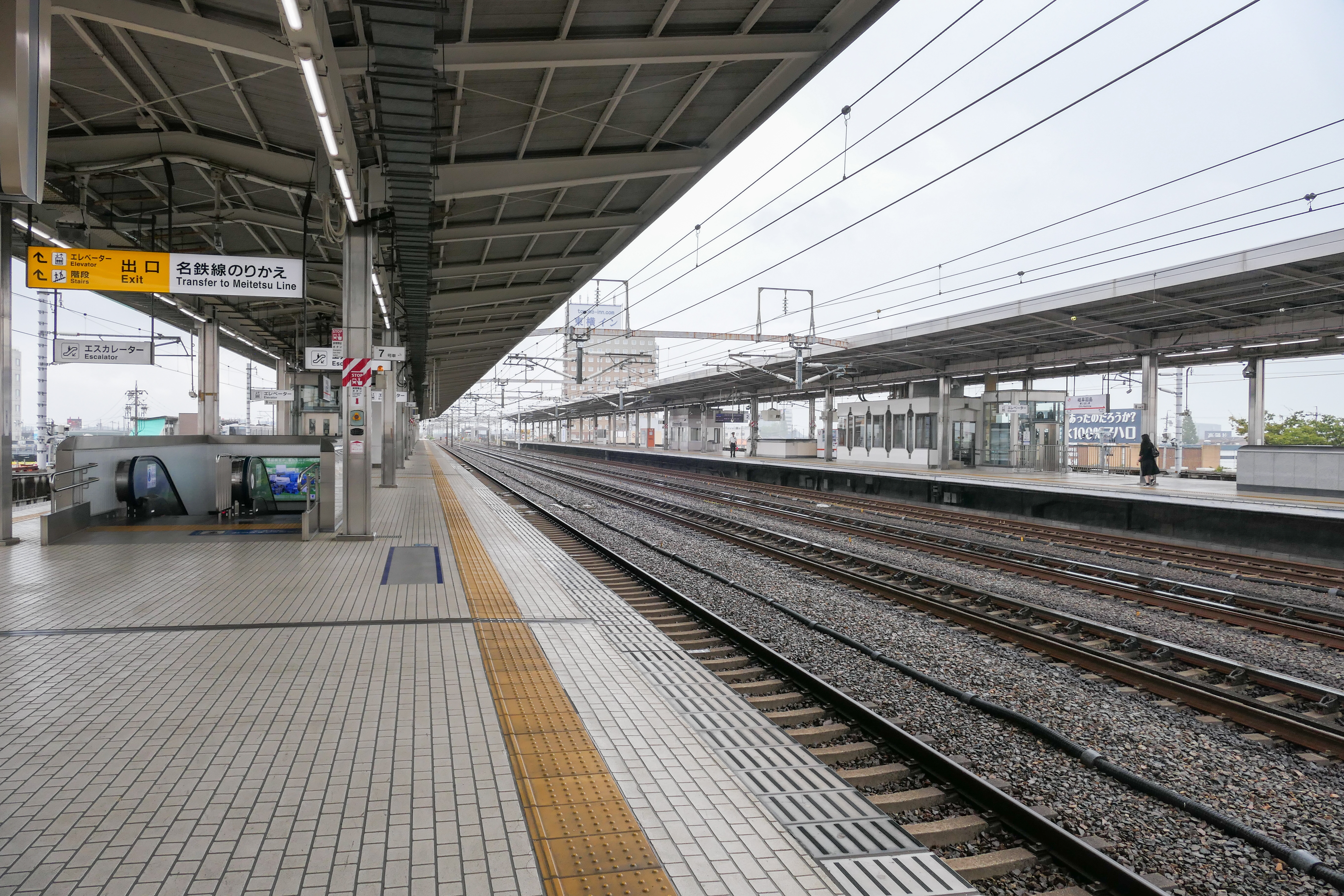
ホーム全景（2023年9月）

#### 配線図
| ← 米原・ 京都・ 新大阪 方面 | 岐阜羽島駅 配線略図 | → 名古屋・ 新横浜・ 東京 方面 |
| 凡例 出典:                  |                     |                               |

## 駅弁
主な駅弁は下記の通り。
- 松浦の味噌ヒレカツ重
- コーチンわっぱめし
- 復刻弁当

## 利用状況
2021年（令和3年）度の1日平均乗車人員は1,685人 である。東海道新幹線の駅では最も乗車人員が少ない。
当駅の各年度の1日平均乗車人員は以下の通り。
| 年度               | 1日平均 乗車人員 |
| ------------------ | ---------------- |
| 1998年（平成10年） | 3,308            |
| 1999年（平成11年） | 3,237            |
| 2000年（平成12年） | 3,351            |
| 2001年（平成13年） | 3,228            |
| 2002年（平成14年） | 3,026            |
| 2003年（平成15年） | 3,206            |
| 2004年（平成16年） | 3,312            |
| 2005年（平成17年） | 3,264            |
| 2006年（平成18年） | 3,252            |
| 2007年（平成19年） | 3,224            |
| 2008年（平成20年） | 3,077            |
| 2009年（平成21年） | 2,810            |
| 2010年（平成22年） | 2,786            |
| 2011年（平成23年） | 2,713            |
| 2012年（平成24年） | 2,812            |
| 2013年（平成25年） | 2,818            |
| 2014年（平成26年） | 2,800            |
| 2015年（平成27年） | 2,845            |
| 2016年（平成28年） | 2,824            |
| 2017年（平成29年） | 2,908            |
| 2018年（平成30年） | 2,955            |
| 2019年（令和元年） | 2,794            |
| 2020年（令和02年） | 1,322            |
| 2021年（令和03年） | 1,685            |

## 駅周辺
ホテルや駐車場が点在し、名古屋鉄道（名鉄）の新羽島駅が駅北側に隣接する。駅付近の建物には大きな看板が付いているものがあり、それが所々に掲げられている。健康食品製造販売業の本社ビルや住宅地は駅から少し離れた所にある。駅から西へ進むと長良川に、南へ進むと名神高速道路に至る。
- こうか東駐車場・こうか西駐車場

開業前、駅舎部分の東西計150 m、6600 m2を高架にして商店街、オフィス街を整備しようとする羽島高速鉄道高架株式会社が設立され、1963年（昭和38年）12月15日に出店を締め切ったが、申し込みは11件しかなかった。結局、同所には有料駐車場が整備され、「こうか東駐車場」・「こうか西駐車場」として営業している。こうか東駐車場では、レンタサイクルの貸出を実施しており、自転車ははしま観光交流センターにて返却することも可能。
- 名鉄羽島線 新羽島駅

当駅北口側に隣接する駅。江吉良を経て笠松方面へ路線が延びる。
- 桑原川

当駅のホーム下を流れる。新幹線開業以前は周辺の穀倉地帯を潤す唯一の灌漑水路であったが、宅地化が進み田圃が減少したことで、現在では雨水処理用として使われているものの、駅近くには分水用の水門が残るなど田園風景の面影を伝えている。また、分水路の多くは埋め立てられ、さらに、雨水処理用として残された箇所においても、暗渠化された上で道路用地などに活用されている箇所もあり、川としての様子を伺う事が年々難しくなっている。
- 大野伴睦先生御夫妻之像

北口広場に開業直後の1964年（昭和39年）12月、地元支持者の手によって建立。「岐阜羽島駅設置」を取り付けて1964年（昭和39年）7月に、新幹線開業を見ずに死去した大野伴睦を顕彰したもので、大野が煙草を手に駅を指し示すのを夫人が見守る構図で、駅と相対して設置されている。
- 円空モニュメント

駅前には市政50周年を記念して2004年（平成16年）に羽島市円空顕彰会が羽島市に寄贈した円空の木製モニュメントが設置された。しかし、老朽化のため羽島市は2023年（令和5年）に撤去する方針を示した。
- 日健総本社

クロスタニンやドナリエラなどの健康食品を扱う製造販売業。当駅の北東側に本社ビルがある。
- 羽島中央公園

羽島市が管理する公園の1つ。ネーミングライツパートナー（命名権契約）により、「コッペ亭公園」の愛称が付いた。
- 洞神社

大己貴神を祭神とする神社。10月9日に例祭が行われる。
- 羽島堀津簡易郵便局
- 岐阜県道206号岐阜羽島停車場線（睦通り）
- 岐阜県道1号岐阜南濃線
- 名神高速道路

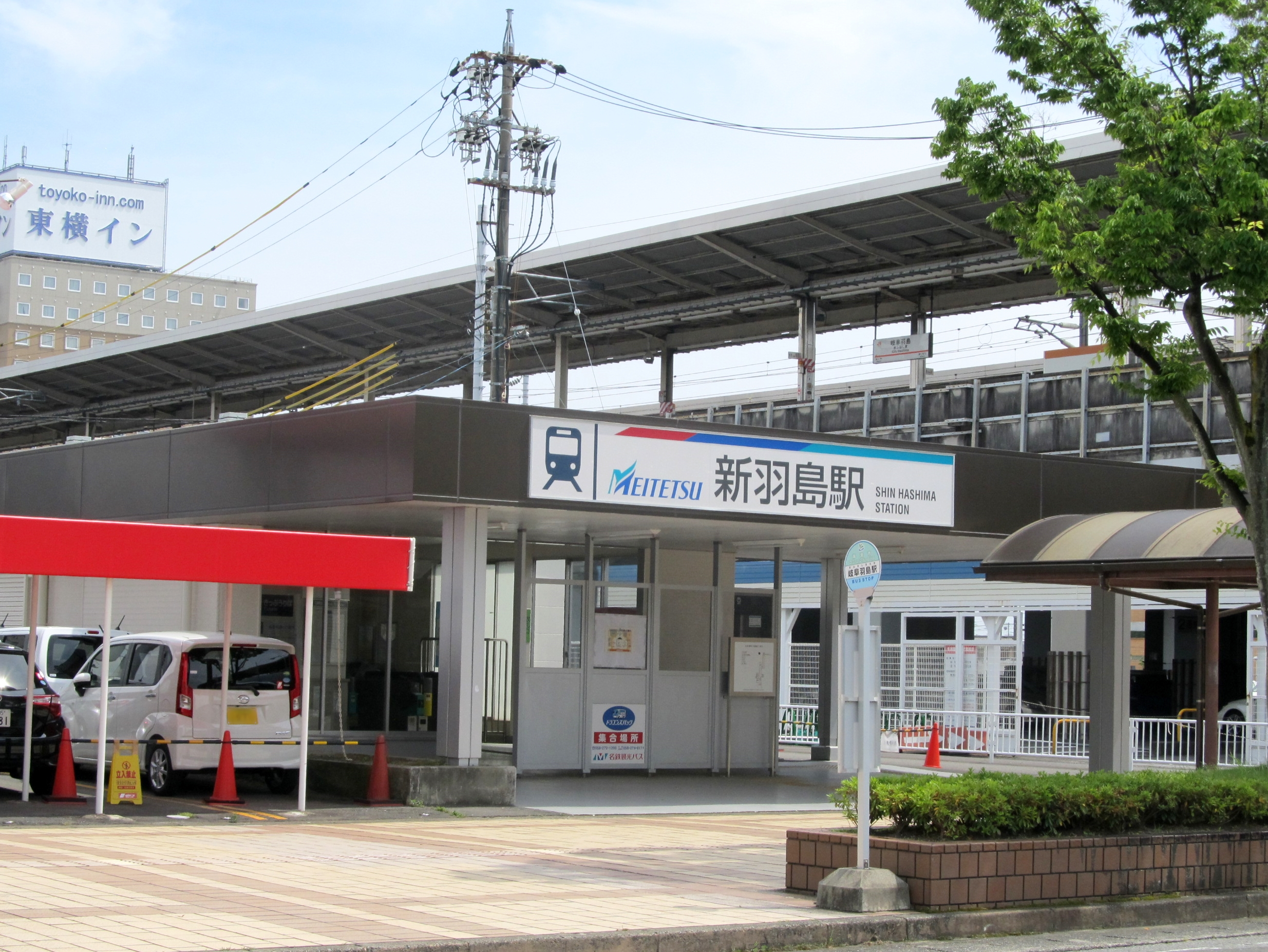
新羽島駅（2020年5月）
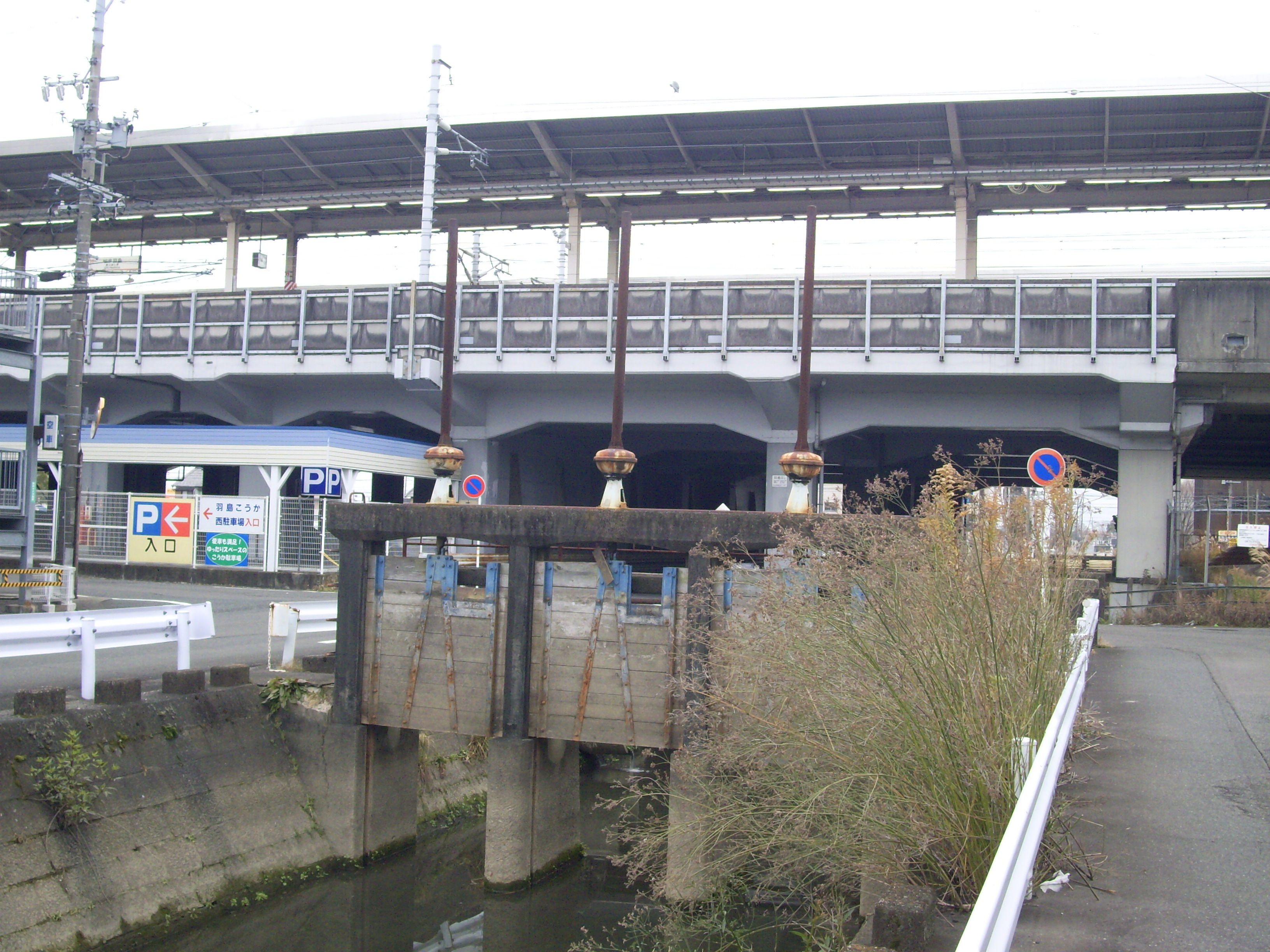
桑原川（2017年12月）
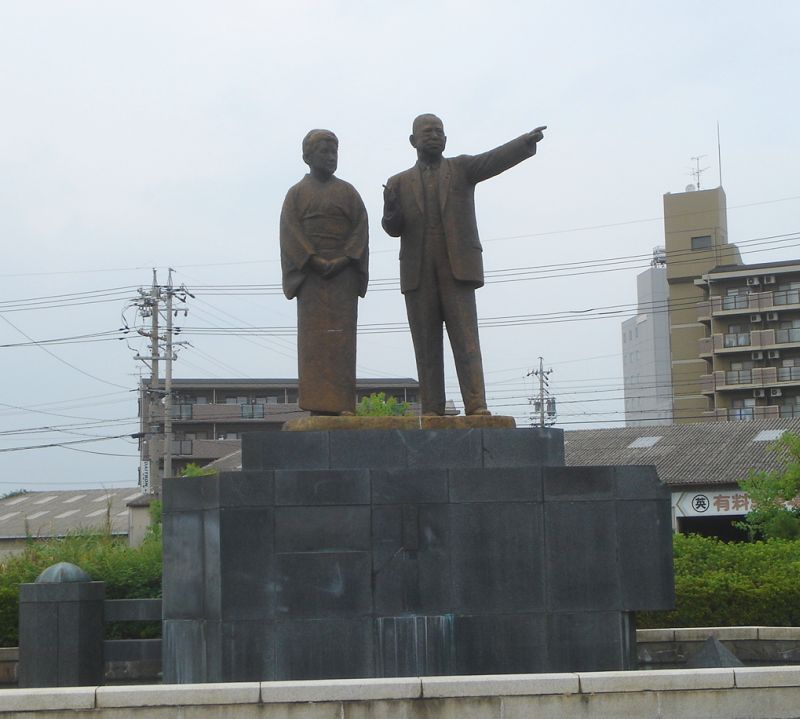
駅前にある大野伴睦夫妻銅像（2005年8月）
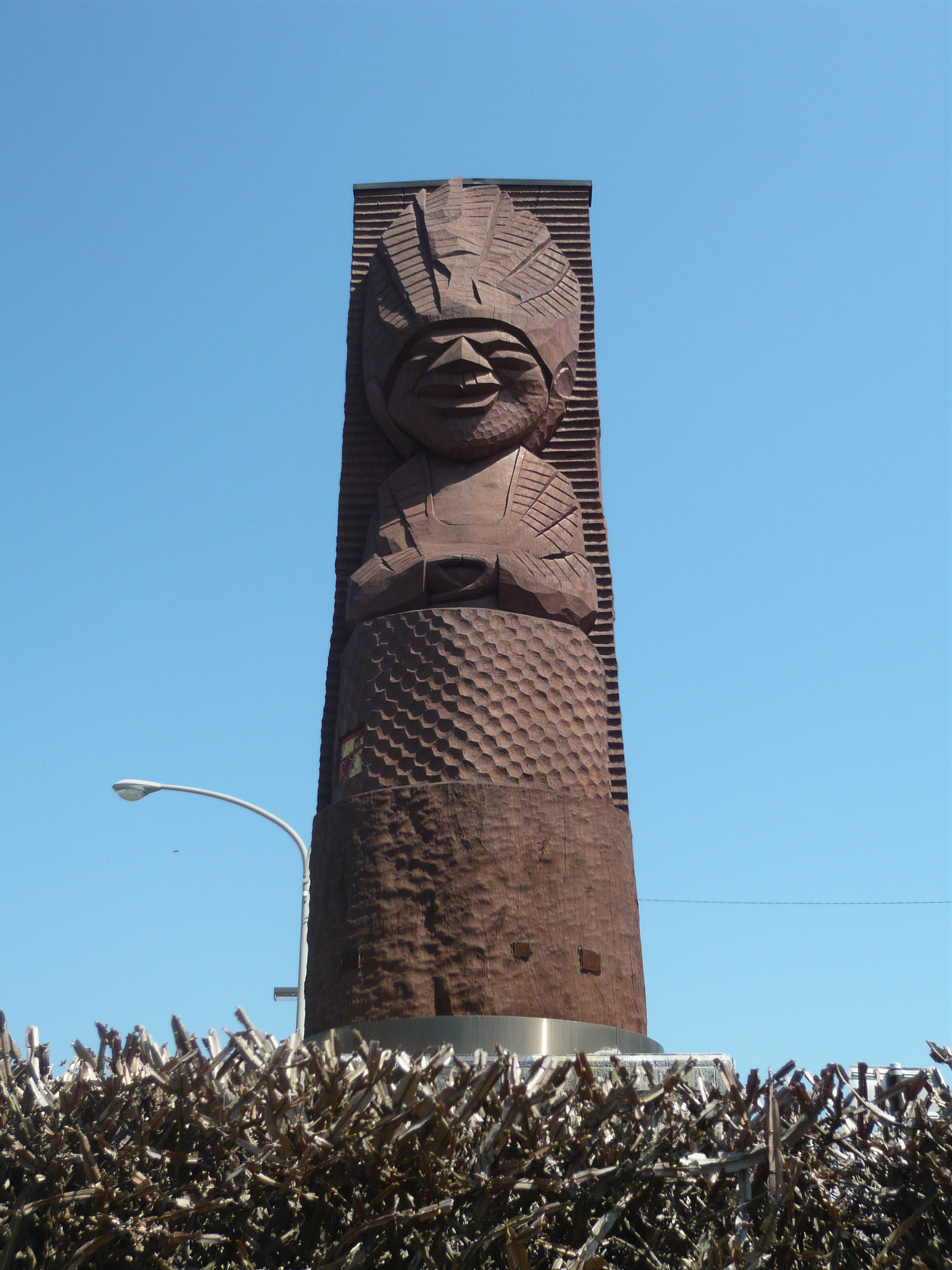
円空の一刀彫のモニュメント（2008年3月）

## バス路線
- 名阪近鉄バス - 大垣、輪之内方面
- 海津市コミュニティバス - 海津方面

かつては岐阜乗合自動車（岐阜バス）の新岐阜駅、大垣駅、墨俣、一宮市、名古屋市方面への路線が発着していた。

## 隣の駅
東海旅客鉄道（JR東海）
 東海道新幹線
名古屋駅 - 岐阜羽島駅 - 米原駅